# 金沙街道 (成都市)
金沙街道为成都市青羊区的一个街道，原为苏坡乡金沙村，2001年发现金沙遗址后单独设立街道，街道办事处所在地为金沙遗址路。是著名的金沙遗址博物馆所在地。
金沙街道的范围为：北至摸底河，与金牛区茶店子街道（原黄忠街道范围）交界；南至成温路，与青羊区光华街道（原东坡街道范围）交界；西至三环路西三段，与青羊区苏坡街道交界；东至青羊大道，与青羊区府南街道交界。

## 行政区划
金沙街道下辖以下地区：
金鹏社区、金凤社区、同怡社区和金沙遗址社区。